# Färberkamille
Die Färberkamille (Cota tinctoria, Synonym: Anthemis tinctoria), die auch Färber-Hundskamille genannt wird, ist eine Pflanzenart in der Familie der Korbblütler (Asteraceae). Sie ist eine alte Färberpflanze, die in Eurasien weitverbreitet ist.

## Beschreibung

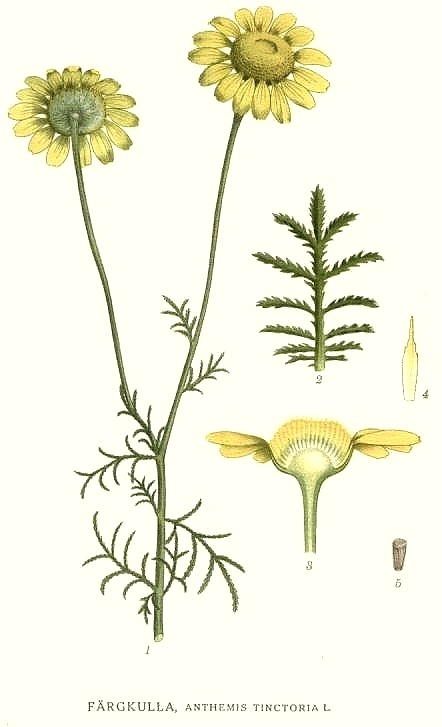
Illustration

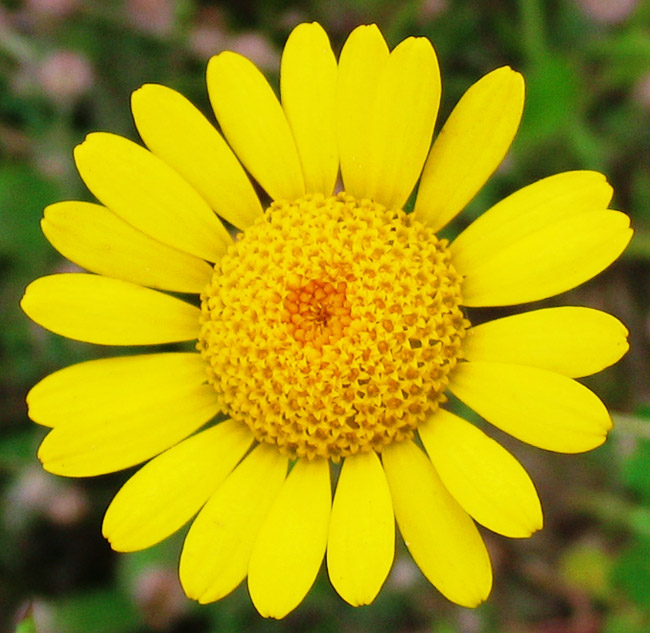
Blütenkorb

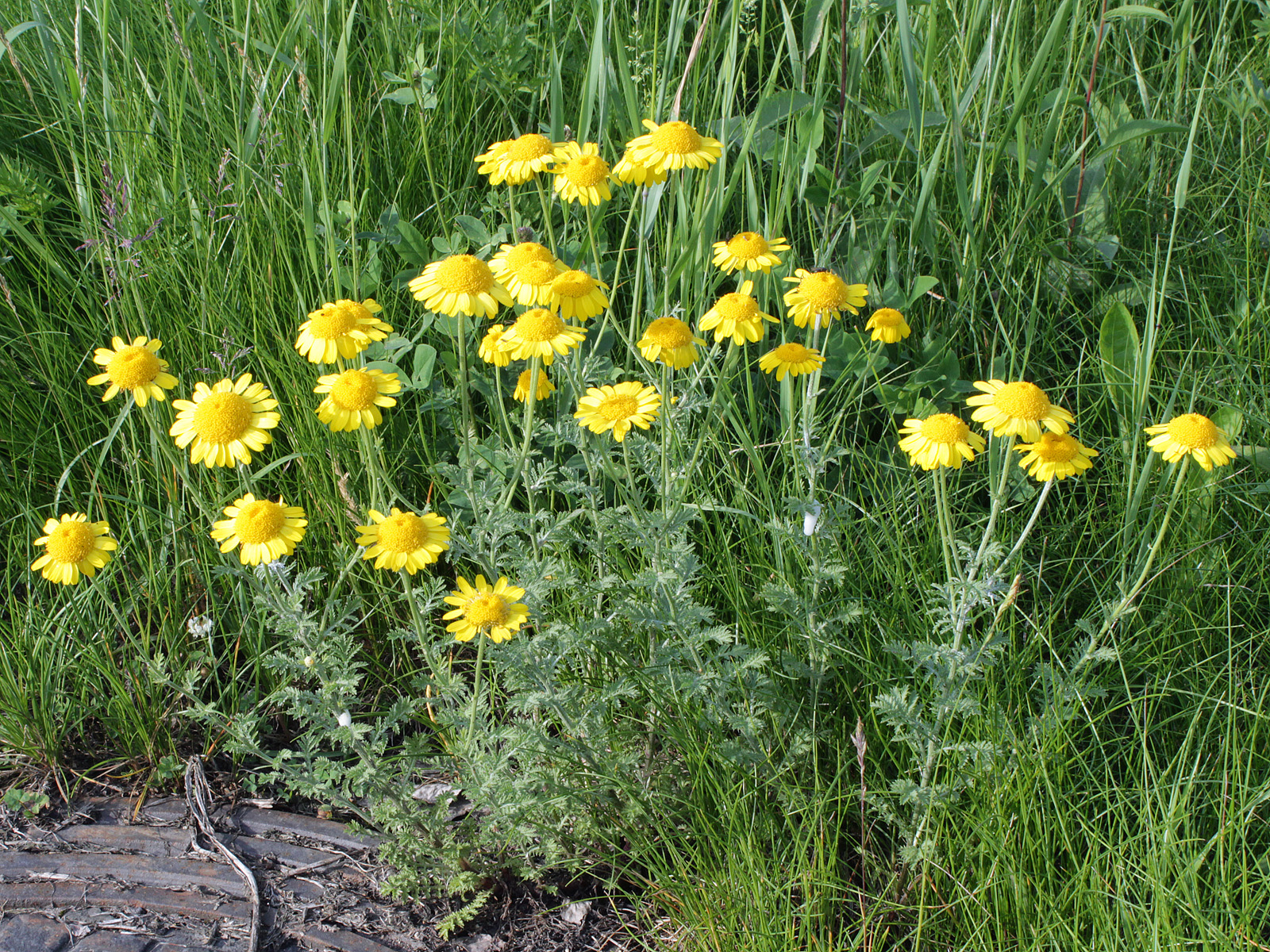
Habitus, Laubblätter und Blütenkörbe

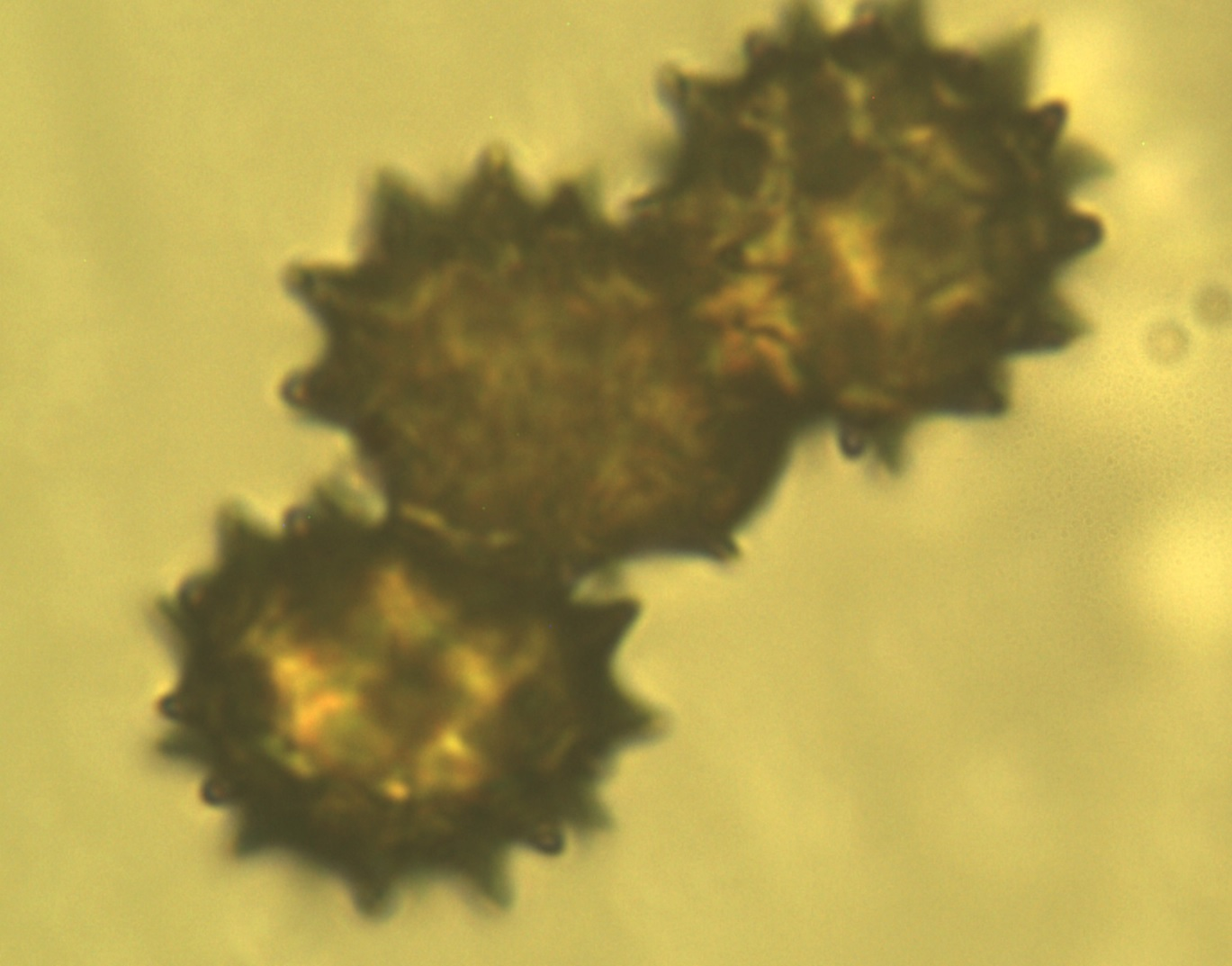
Pollen (400×)

### Vegetative Merkmale
Die Färberkamille ist eine ausdauernde, selten ein- bis zweijährige krautige Pflanze, die Wuchshöhen von bis zu 80 Zentimetern erreicht. Sie besitzt einen verholzten „Wurzelstock“. Der aufrechte Stängel ist filzig behaart und meist verzweigt.
Die Laubblätter sind wechselständig am Stängel angeordnet. Die Blattspreite ist ein- bis zweifach fiederschnittig. Die Blattunterseite ist grau-weiß. Die Blattzipfel sind schmal-lanzettlich, stachelspitzig und ungestielt.

### Generative Merkmale
Die Blütezeit reicht von Juni bis September. Auf einem Stängel steht meist nur ein körbchenförmiger Blütenstand, der einen Durchmesser von bis zu 4 Zentimeter erreicht. Die Blütenkörbchen enthalten goldgelbe (bei Zierpflanzensorten auch weiße, blassgelbe oder orangefarbene) Zungen- und Röhrenblüten.
Die Achänen sind nur 0,5 mm lang und wiegen 0,4 mg. Nach Info Flora sind die Achänen 2 bis 3 Millimeter lang und jederseits mit fünf bis sieben Rippen. Ein Pappus fehlt.

### Chromosomenzahl
Die Chromosomenzahl beträgt 2n = 18.

## Ökologie
Die Färberkamille ist ein kurzlebiger Hemikryptophyt und eine Halbrosettenpflanze.
Die Blütenstände sind „Körbchenblumen“ mit 350 bis 500 zwittrigen Röhrenblüten und 30 bis 50 (selten auch fehlenden) Zungenblüten. Die Körbchen sind nachts geschlossen. Die Staubfäden sind reizbar. Bestäuber sind Bienen und verschiedene andere Insekten.
Mit ihrem Pappus unterliegen die Diasporen der Windausbreitung; außerdem erfolgt Menschenausbreitung als Zierpflanze und Nutzpflanze.

## Vorkommen
Das Verbreitungsgebiet der Färberkamille umfasst Europa, West- und Zentralasien, den Kaukasusraum und das westliche Sibirien. In Norwegen, Schweden, Großbritannien, in Nordamerika, Tasmanien und auf den Kanaren ist die Färberkamille ein Neophyt. Die Färberkamille wird kultiviert und verwildert gelegentlich.
Die Färberkamille gedeiht in Trockenrasen, an Wegrändern, Dämmen, auf Ödland, in Weinbergen sowie an Steppenhängen und verbuschten Standorten. Sie wächst auf trockenen, oft humus- und feinerdearmen Steinböden, besonders über Kalk, Porphyr oder Gneis. Die Färberkamille ist kalkliebend. Sie kommt in der collinen bis montanen Höhenstufe bis in Höhenlagen von 1000 Metern vor. Auf der Schwäbischen Alb erreicht sie bei der Gosheimer Kapelle die Höhenlage von 990 Meter. Sie ist in Mitteleuropa eine Charakterart des Poo-Anthemidetum tinctoriae aus dem Verband Convolvulo-Agropyrion, kommt aber auch in Pflanzengesellschaften der Verbände Seslerio-Festucion pallentis oder Dauco-Melilotion vor.
Die ökologischen Zeigerwerte nach Landolt et al. 2010 sind in der Schweiz: Feuchtezahl F = 1+ (trocken), Lichtzahl L = 4 (hell), Reaktionszahl R = 3 (schwach sauer bis neutral), Temperaturzahl T = 4 (kollin), Nährstoffzahl N = 2 (nährstoffarm), Kontinentalitätszahl K = 4 (subkontinental).

## Systematik
Die Erstveröffentlichung erfolgte unter dem Namen (Basionym) Anthemis tinctoria durch Carl von Linné. Das Artepitheton tinctoria bedeutet „Färber-“. Der akzeptierte Name ist Cota tinctoria (L.) J.Gay, der durch Jacques Étienne Gay in Giovanni Gussone: Florae siculae synopsis, Volume 2, 1845, S. 867 veröffentlicht wurde.
Je nach Autor gibt es von der Art Cota tinctoria mehrere Unterarten:
- Cota tinctoria (L.) J.Gay subsp. tinctoria
- Cota tinctoria subsp. australis (R.Fern.) Oberpr. & Greuter: Sie kommt in Frankreich, Italien, Sizilien und Sardinien vor.[9]
- Cota tinctoria subsp. euxina (Boiss.) Oberpr. & Greuter: Sie kommt in der Türkei, im Kaukasus und in Transkaukasien vor.[9]

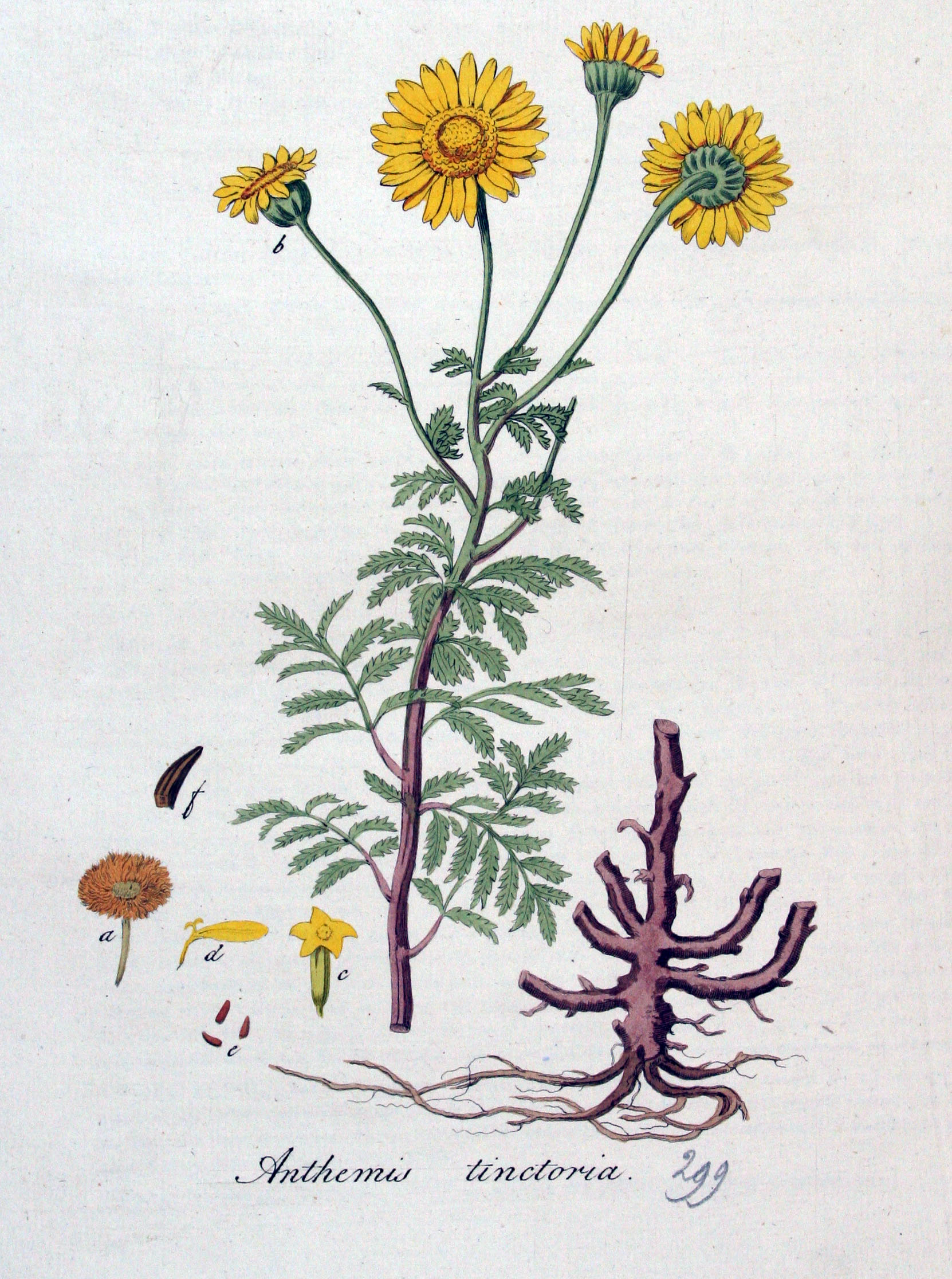

- Cota tinctoria subsp. fussii (Griseb. & Schenk) Oberpr. & Greuter: Sie kommt nur in Rumänien vor.[9]
- Cota tinctoria subsp. gaudium-solis (Velen.) Oberpr. & Greuter: Sie kommt nur in Bulgarien vor.[9]
- Cota tinctoria subsp. parnassica (Boiss. & Heldr.) Oberpr. & Greuter: Sie kommt auf der Balkanhalbinsel, in Bulgarien, Rumänien und der Türkei vor und ist in Frankreich ein Neophyt.[9]
- Cota tinctoria subsp. sancti-johannis (Stoj. & al.) Oberpr. & Greuter: Sie kommt nur in Bulgarien vor.[9]
- Cota tinctoria subsp. virescens (Bornm.) Oberpr. & Greuter: Sie kommt in der Türkei vor.[9]

## Verwendung
Die Färberkamille ist eine alte Färberpflanze, ihre Blütenkörbe werden verwandt, um Wolle und Leinen in einem kräftigen, warmen Gelb zu färben. Bei Proteinfasern (z. B. Wolle und Seide) ist die Färbung wenig licht- und waschecht, auf Baumwolle oder Hanf dagegen sind die intensiven gelben Farbtöne sehr lichtecht. Hauptfarbstoff der Blüten ist Luteolin (3',4',5,7 Tetrahydroxyflavonol), auf welche weiteren Inhaltsstoffe die Färbung zurückzuführen ist, ist nicht bekannt.

## Anbau
Im Anbau ist die Färberkamille unproblematisch. Sie ist sehr tolerant im Hinblick auf die Bodenbeschaffenheit wie auch gegenüber klimatischen Einflüssen mit Ausnahme großer Feuchtigkeit, die zu übermäßiger Bildung von Blättern auf Kosten der Blüten führt. Eine zu üppige Düngung mit mehr als 80 kg Stickstoff/ha ruft üppiges vegetatives Wachstum hervor, verzögert jedoch die Blütenbildung und erhöht die Lagerneigung. Weder Schädlinge noch Krankheiten sind bekannt. Gelegentlich kann Falscher Mehltau auftreten, dieser ist aber nicht wertmindernd.
Bei feldmäßigem Anbau erfolgt die maschinelle Aussaat flach in ein feinkrümeliges Saatbett im August und September oder möglichst zeitig im Frühjahr. In der Regel sind weder Düngung noch Pflanzenschutz notwendig, bei starkem Unkrautwuchs kann eine Unkrautbekämpfung durch Maschinenhacke, Striegeln oder Eggen erfolgen. Die Blütenstände können mit Kamillepflückmaschinen geerntet werden, müssen allerdings mehrmals geerntet und sofort bei 40 °C getrocknet werden. Der Ertrag an lufttrockenen Blütenständen beträgt etwa 20 bis 25 dt/ha. Die Produktionskosten in Deutschland betragen rund 2 bis 3,50 Euro pro Kilogramm, der Weltmarktpreis liegt im Bereich von 7,50 Euro pro Kilogramm (Stand: 2004).

## Geschichte
Die Färberkamille wurde zuerst von Leonhart Fuchs 1542 in seinem lateinischen Kräuterbuch beschrieben und abgebildet. In seinem deutschen Kräuterbuch (1543) schreibt er dazu: „.. blüet im Brachmonat, da es die weiber samlen zuo bestreichung unnd sterckung der betten, daher es auch Streichbluom genent würt“.

## Trivialnamen
Für die Färberkamille sind oder waren, zum Teil nur regional, auch die Bezeichnungen Gilbblume, Goldblumen, giel Jehonnesbluamen (Siebenbürgen), Johannisblumen, geel Kamillen, Steinblumen (Worms), Sterkblumen und Streichblumen gebräuchlich, lateinisch früher auch (wie die Echte Kamille und verwandte Kompositen) Camomilla.